# Lac Gorge
Le lac Gorge est un lac du nord de l'État de Washington aux États-Unis formé par un barrage construit en 1961 sur le fleuve Skagit au sein de la zone récréative de Ross Lake National Recreation Area dans la chaîne des North Cascades.

## Description
Le lac s’étend sur 0,849 km2 au sein de la Ross Lake National Recreation Area non loin du parc national des North Cascades. Le barrage Gorge (Gorge Dam), qui alimente en électricité la ville de Seattle, a été construit en 1961. Sa hauteur est de 91 m.